# Margaretha van Cilly
Margaretha van Cilly (circa 1411 - 22 juli 1480) was van 1460 tot 1476 hertogin van de helft van Glogau en Steinau. Ze behoorde tot het Sloveense huis Cilly.

## Levensloop
Margaretha was de enige dochter van graaf Herman III van Cilly en diens echtgenote Elisabeth, dochter van baron Johan II van Abensberg. 
Op 15 maart 1430 huwde ze met eerste echtgenoot, graaf Herman I van Montfort-Pfannberg-Bregenz. Ze kregen vier kinderen: Herman II (geboren in 1431), George I (geboren in 1433), Johan III (geboren in 1434) en Barbara (geboren in 1435). Op 24 juli 1435 stierf Herman I. In december 1444 huwde ze met haar tweede echtgenoot Wladislaus, die hertog over de helft van Glogau en Steinau was. Dit huwelijk bleef kinderloos.
In februari 1460 stierf haar tweede echtgenoot Wladislaus. In zijn laatste wil liet hij zijn domeinen na aan Margaretha en zijn broer Przemysław II van Teschen. Przemysław nam echter al snel de effectieve regering over de gebieden op zich. In 1476 verloor Przemysław de soevereiniteit over Glogau en Steinau toen de Boheemse koning Matthias Corvinus deze landerijen annexeerde. Margaretha bleef hierna in Glogau wonen en werd geconfronteerd met de ambities van hertog Jan II de Krankzinnige van Sagan, die Glogau en Steinau aan zijn gebieden wilde toevoegen. 
Casimir II, een neef van Wladislaus en Przemysław II, claimde als enige mannelijke erfgenaam van de Teschen-linie van het huis Piasten de rechten over de helft van Glogau en Steinau. Door de stadsraad van Glogau werd hij al snel ingezworen als heerser van de stad als voogd van Margaretha, maar Casimir werd kort daarna verslagen door de troepen van Jan II de Krankzinnige. Uiteindelijk beëindigde Casimir in 1479 alle claims op Wladislaus' erfenis in ruil voor een geldcompensatie van Matthias Corvinus.
Margaretha moest de stad Glogau nu alleen verdedigen tegen Jan II de Krankzinnige en bleef in haar residentie in Glogau tot 1 mei 1480, toen Jan II na een belegering van zeven weken de stad kon veroveren. Het hertogdom Glogau werd zo na 150 jaar splitsing herenigd. Margaretha stierf twee maanden later.  